# Jon Sobrino
Jon Sobrino (Barcellona, 27 dicembre 1938) è un presbitero, religioso, teologo gesuita spagnolo naturalizzato salvadoregno.
Nato a Barcellona durante la guerra civile spagnola in una famiglia basca, entrò nella Compagnia di Gesù a diciott'anni. Fu inviato in El Salvador nel 1957. Più tardi fece gli studi di ingegneria presso la Saint Louis University, tenuta dai Gesuiti, negli Stati Uniti, poi di teologia a Francoforte, in Germania. Rientrò nel Salvador come docente universitario di teologia presso l'Università Centroamericana "José Simeón Cañas" (UCA), di cui ha contribuito alla fondazione.
Il 16 novembre del 1989 sfuggì all'attentato, organizzato da sicari mandati dal Governo salvadoregno, in cui persero la vita sei dei suoi compagni gesuiti (Ignacio Ellacuría, Segundo Montes, Juan Ramón Moreno, Ignacio Martín Baró, Amando López, e Joaquín López y López), insieme a due donne, (Elba Ramos e la figlia minore Celina), domestiche presso l'abitazione dei teologi dell'UCA.
Autore prolifico, ha sviluppato il suo contributo nella cristologia, nell'ecclesiologia e nella spiritualità della liberazione.
Da diversi anni collabora con la prestigiosa rivista teologica internazionale Concilium, del cui comitato scientifico è membro a tutt'oggi.
Nel marzo del 2007 la Congregazione della Dottrina della Fede, ha notificato che due sue opere sono erronee su aspetti importanti del dogma cattolico. Si tratta di:
- Jesucristo liberador. Lectura histórico-teológica de Jesús de Nazaret, Madrid 1991
- La fe en Jesucristo. Ensayo desde las víctimas, San Salvador 1999

La notifica della Congregazione per la Dottrina della Fede ritiene errato il pensiero teologico di Sobrino sulle seguenti questioni:
1. I presupposti metodologici su cui è fondata la sua riflessione teologica.
2. La divinità di Gesù Cristo.
3. L'Incarnazione del Figlio di Dio.
4. La relazione fra Gesù Cristo e il Regno di Dio.
5. L'autocoscienza di Gesù Cristo.
6. Il valore salvifico della sua morte.

Non è stata comminata al momento alcuna sanzione.

## Opere
- Mysterium Liberationis:i concetti fondamentali della teologia della liberazione,Ignacio Ellacuria e Jon Sobrino,Borla,Roma,1992